# Phokylides von Milet
Phokylides von Milet (altgriechisch Φωκυλίδης ο Μιλήσιος) war ein antiker griechischer Dichter aus Milet, der um 540 v. Chr. lebte.
Phokylides werden von verschiedenen Autoren der Antike – darunter Platon, Aristoteles, Cicero, Strabon, Dion Chrysostomos, Athenaios und Clemens von Alexandria – Gnomen zugeschrieben, die laut der Suda in Hexametern und elegischem Versmaß abgefasst waren. Wie auch die Gnomen des Demodokos von Leros beginnen seine Sinnsprüche mit der Einleitung „Auch dies sagt Phokylides“. Abgesehen von einem vierzeiligen Epigramm, in dem er die Lerianer angreift, schrieb er in ein- bis achtversigen Hexametern.
Die Zuweisung des Werkes ist sehr umstritten. Martin Litchfield West ordnet Phokylides nur die hexametrischen Aphorismen zu, den Rest des Werkes dem Demodokos. Ein ihm lange zugeschriebenes Lehrgedicht aus 230 Versen wird heute einem anderen Dichter zugeschrieben, dem man in der Forschung den Notnamen Pseudo-Phokylides gab.

## Textausgaben
- Theognis. Frühe griechische Elegien. Griechisch und deutsch. Eingeleitet, übersetzt und kommentiert von Dirk Uwe Hansen. Wissenschaftliche Buchgesellschaft, Darmstadt 2005, ISBN 3-534-18133-6 (Rezension).
- Theognidis et Phocylidis fragmenta et adespota quaedam gnomica. Herausgegeben von M. L. West. de Gruyter, Berlin/New York 1978, ISBN 3-11-007764-7.